# Lepidopa luciae
Lepidopa luciae is een tienpotigensoort uit de familie van de Albuneidae. De wetenschappelijke naam van de soort is voor het eerst geldig gepubliceerd in 2002 door Boyko.